# Lorbés
Lorbés ist ein spanischer Ort in den Pyrenäen in der Provinz Saragossa der Autonomen Gemeinschaft Aragonien. Lorbés, einst ein selbständiger Ort, gehört seit 1972 zur Gemeinde Salvatierra de Esca. Der  Ort auf 828 Meter Höhe hatte im Jahr 2012 sechs Einwohner. 

## Sehenswürdigkeiten
- Pfarrkirche San Miguel, erbaut im 16. Jahrhundert
- Ermita Virgen de la Pardina